# Уповільнений розвиток (телесеріал)
«Уповільнений розвиток» (іноді «Затримка в розвитку», англ. Arrested Development) — американський ситком 2003-2006 років телеканалу Fox. Виконавчий продюсер і закадровий оповідач — Рон Говард.
Особливістю телесеріалу «Уповільнений розвиток» та складністю для української адаптації є наявність постійних посилань до інших фільмів, серіалів, історичних подій, фактів реального життя акторів і творців серіалу, а також велика кількість дрібних прихованих жартів (так званих «великодних яєць»), розрахованих на уважність глядача. Використання таких складних для розуміння жартів пояснюється в дев'ятому епізоді третього сезону.
Серіал нагороджений премією «Золотий глобус» (2005), виборов по шість премій «Еммі» та «Супутник» та інші нагороди, здобув позитивні відгуки критиків, у 2007 році увійшов до списку «100 найкращих телешоу» за версією журналу «Тайм». Проте, незважаючи на прихильні відгуки критиків, «Уповільнений розвиток» із самого початку не мав високих рейтингів, однією з причин цього було часте переміщення серіалу по сітці мовлення. Так, останні чотири епізоди вийшли в ефір 10 лютого 2006 року, одночасно трансляцією на каналі NBC церемонії відкриття Зимових олімпійських ігор.
У 2011 році Netflix погодився ліцензувати нові епізоди та розповсюджувати їх у своєму стрімінговому сервісі. Ці епізоди вийшли в травні 2013 року. Netflix замовив п’ятий сезон серіалу «Уповільненого розвитку», прем’єра першої половини якого відбулася 29 травня 2018 року, а другої – 15 березня 2019 року.

## Сюжет
В основі сюжету перебувають складні стосунки між членами сім'ї Блут, яка опинилася на межі розорення.